# بلین، شهرستان پورتیج، ویسکانسین
بلین (به انگلیسی: Blaine) یک منطقهٔ مسکونی در ایالات متحده آمریکا است که در شهرستان پورتیج، ویسکانسین ایالت ویسکانسین واقع شده‌است. بلین ۳۴۱٫۹۹ متر بالاتر از سطح دریا واقع شده‌است.